# Hoàn Xung
Hoàn Xung (chữ Hán: 桓沖, 328 – 4 tháng 4, 384), tên tự là Ấu Tử, tên lúc nhỏ là Mãi Đức Lang, người Long Kháng, nước Tiếu, đại thần, tướng lĩnh nhà Đông Tấn, em trai của quyền thần Hoàn Ôn.

## Theo anh bắc phạt
Trong loạn Tô Tuấn, cha là Tuyên Thành nội sử Hoàn Di bị hại (328), nhà nghèo, mẹ bệnh, các anh em đều còn nhỏ tuổi (Hoàn Ôn mới 17 tuổi), lại không có nghề nghiệp gì, Xung may mắn được Dương Chủ nhận nuôi, gọi là Mãi Đức Lang.
Xung lớn lên, có kiến thức nhất trong các em trai của Hoàn Ôn, lại có tài võ nghệ, nên được anh cả xem trọng. Trưởng thành, được Thái tể, Vũ Lăng vương Tư Mã Hi gọi, không nhận lời. Được ban chức Ưng dương tướng quân, Trấn man hộ quân, Tây Dương thái thú.
Theo Ôn chinh phạt có công, được thăng làm Đốc quân sự của 7 quận: Nam Dương, Tương Dương, Tân Dã, Nghĩa Dương, Thuận Dương thuộc Kinh Châu, Kinh Triệu thuộc Ung Châu, Nghĩa Thành thuộc Dương Châu, Ninh sóc tướng quân, Nghĩa Thành, Tân Dã 2 quận thái thú, trấn Tương Dương.
Lại theo Ôn phá Diêu Tương. Hạ được Chu Thành, tiến hiệu Chinh lỗ tướng quân, ban tước Phong Thành công. Được thăng làm Chấn uy tướng quân, Giang Châu thứ sử, lĩnh Trấn man hộ quân, Tây Dương, Tiếu 2 quận thái thú.

## Nhậm chức Giang Châu
Khi Ôn phá Diêu Tương, bắt được tướng của Tương là bọn Trương Tuấn, Dương Ngưng, đày đến Tầm Dương. Xung ở Giang Lăng, còn chưa nhận chức, thì Tuấn soái 500 bộ hạ giết Giang Châu đốc hộ Triệu Bì, cướp kho Vũ Xương, đem vợ con về bắc. Xung sai tướng đánh dẹp. rồi mới về Trấn.
Xung đến Giang Châu, gặp lại Dương Chủ, báo đáp rất hậu. Không lâu sau, tiến Giám quân sự của 6 quận thuộc 3 châu Giang, Kinh, Dự, Nam trung lang tướng, giả tiết, châu quận như cũ.
Xung ở Giang Châu được 13 năm thì Ôn hoăng. Hiếu Vũ đế chiếu Xung làm Trung quân tướng quân, Đô đốc Dương, Giang, Dự 3 châu quân sự, Dương, Dự 2 châu thứ sử, giả tiết. Khi ấy có chiếu ban cho Ôn các thứ tiền, vải, nhưng không đến kịp tang lễ. Xung dâng sớ nói Ôn bình sinh trong sạch, tiết kiệm, của nhà đủ lo việc tang, xin trả các thứ ấy về quan khố. Chiếu không cho, Xung vẫn cố chấp không nhận.

## Giải chức Dương Châu
Tạ An thay Ôn cầm quyền, rất được lòng người. Năm Ninh Khang thứ 3 (375), Xung muốn nhường hẳn đại quyền cho ông ta, bèn giải nhiệm Dương Châu, tự xin ra ngoài. Đảng họ Hoàn ra sức phản đối, Si Siêu cũng can ngăn, Xung đều không nghe. Vì thế đổi thụ chức Đô đốc quân sự của 6 quận thuộc 5 châu Từ, Duyện, Dự, Thanh, Dương, Xa kị tướng quân, Từ Châu thứ sử, lấy Bắc trung lang phủ đặt trung quân, trấn Kinh Khẩu, Giả tiết. Lại có chiếu cho Xung cùng Tạ An đều gia Thị trung; được đem theo 50 người mang giáp trượng vào điện.
Bấy giờ Đan Dương doãn Vương Uẩn là cha của Hoàng hậu, Tạ An muốn giao trọng trách cho ông ta, bèn giải nhiệm Từ Châu của Xung, lấy ông làm Xa kị tướng quân. Đô đốc quân sự của 6 quận thuộc 2 châu Dự, Giang, từ Kinh Khẩu dời đi trấn Cô Thục.
Khi nhà Tiền Tần tấn công nhà Tiền Lương, Xung sai Tuyên Thành nội sử Chu Tự, Dự Châu thứ sử Hoàn Y soái quân đến Thọ Dương, Hoài Nam thái thú Lưu Ba bày thuyền trên Hoài, Tứ, bên trong chứa cỏ, để cứu Tiền Lương. Nhưng quốc chủ Tiền Lương là Trương Thiên Tích đã bị bắt, nên bãi binh.
Ít lâu sau Hoàn Khoát mất, được thăng làm Đô đốc quân sự của 7 châu Giang, Kinh, Lương, Ích, Ninh, Giao, Quảng, Nghĩa Thành thuộc Dương Châu, Kinh Triệu thuộc Ung Châu, Hà Đông thuộc Ti Châu, lĩnh Hộ nam man hiệu úy, Kinh Châu thứ sử, trì tiết, tướng quân, thị trung như cũ. Lại lấy con trai của ông là Tự làm Giang Châu thứ sử. Xung sắp đi trấn, đế tiễn ở Tây Đường, ban 50 vạn tiền. Lại lấy 340 thạch rượu, 50 con trâu thết đãi bá quan. Tạ An đưa đến Lật Châu (cù lao).

## Nhậm chức Kinh Châu
Xung mới đến Giang Lăng, khi ấy nhà Tiền Tần cường thịnh, vì muốn bảo vệ Giang Nam, nên dâng sớ xin dời trị sở sang Thượng Minh , có chiếu đồng ý.
Ông sai Quan quân tướng quân Lưu Ba giữ Giang Lăng, Tư nghị tham quân Dương Lượng giữ Giang Hạ. Có chiếu vì Kinh Châu hạn hán mất mùa, Xung lại mới dời đến, nên hằng năm cho vận 30 vạn hộc gạo làm quân tư, khi nào được mùa mới thôi.
Tướng nhà Tiền Tần là Phù Dung cướp Phàn, Đặng, Thạch Việt cướp Lỗ Dương, Diêu Trường cướp Nam Hương, Vi Chung cướp Ngụy Hưng, các nơi này đều mất. Xung sai Giang Hạ tướng Lưu Ba, Nam trung lang tướng Chu Tự chống trả, mà Ba sợ giặc không tiến, Tự lại bị bắt. Xung dâng sớ nhận tội, xin giải chức. Triều đình không cho, sai Tả vệ tướng quân Trương Huyền Chi đến chỗ Xung tham mưu việc quân.
Xung soái bọn Tiền tướng quân Lưu Ba cùng các con của anh trai Hoàn Khoát là Chấn uy tướng quân Thạch Dân, Quan quân tướng quân Thạch Kiền tiến đánh Tiền Tần, hạ được Trúc Dương. Sau đó tấn công Vũ Đương, đuổi Duyện Châu thứ sử Trương Sùng. Tướng Tiền Tần là Mộ Dung Thùy, Mao Đương cướp Đặng Thành, Phù Hi, Thạch Việt cướp Tân Dã. Xung sợ giặc nhiều, lại có bệnh dịch, nên quay về Thượng Minh.
Ông dâng biểu xin lấy Thạch Dân trấn Hạ Khẩu, làm Đốc quân sự của 10 quận Kinh, Giang, Chấn vũ tướng quân, Tương Thành thái thú; lấy Vương Oái trấn Tầm Dương, làm Giang Châu thứ sử. Có chiếu nghe theo. Khi ấy Oái đang gặp tang anh trai Thiệu, nên từ chối. Vì vậy Tạ An lấy Trung lĩnh quân Tạ Du thay thế. Xung nghe tin nổi giận, dâng sớ nói Du bất tài, xin tự lĩnh Giang Châu, đế cho.
Xung sai Thạch Kiền tấn công Tương Dương thái thú Diêm Chấn nhà Tiền Tần, bắt được kể cả ông ta là 29 người, đưa về kinh đô, có chiếu giao cho phủ của Xung. Nhờ công bình Chấn công, con thứ khiêm của ông được phong Nghi Dương hầu.
Tướng Tiền Tần là Hác Quý chiếm Tương Dương, Xung sai Dương Uy tướng quân Chu Xước đánh dẹp, rồi thiêu huỷ đường sá ruộng vườn của Miện Bắc, bắt đi hơn 600 hộ dân mà về.
Lại sai Thượng Dung thái thú Quách Bảo đánh Ngụy Hưng thái thú Trử Viên, Thượng Dung thái thú Đoạn Phương nhà Tiền Tần, đều hàng phục được. Tân Thành thái thú Khúc Thường bỏ trốn, bình xong 3 quận. Có chiếu ban cho trăm vạn tiền, áo khoác các loại ngàn tấm.
Khi đại quân Tiền Tần nam tiến, Xung sai 3000 quân tinh nhuệ về bảo vệ kinh đô. Tạ An cho rằng 3000 người cũng chẳng ích gì, không nhận. Khi ấy, An sai con của anh trai là Tạ Huyền cùng bọn Hoàn Y đi kháng Tần, Xung chê rằng Tạ An không quen làm tướng, dùng một bọn "thiếu niên chưa từng trải".
Không lâu sau, quân Tấn đại thắng ở Phì Thủy, bọn Chu Tự, Trương Thiên Tích cũng thoát về. Khi xưa, Xung rất thân thiết với Tự, vẫn xấu hổ về việc không cứu Tương Dương. Nay nghe tin thắng trận, lại càng lấy làm hổ thẹn. Xung vốn có bệnh, phát ra mà chết, được 57 tuổi.
Tặng thái úy, quan chức như cũ. Thuỵ là Tuyên Mục. Giúp 50 vạn tiền, 500 xúc lụa. Hoàn Huyền soán ngôi, truy tặng Thái phó, Tuyên Thành vương.
Ông có bảy con trai: Tự, Khiêm, Tu, Sùng, Hoằng, Tiện, Di.

## Bình giá
Khi xưa Ôn cầm quyền, các tội lớn nhỏ đều tự mình đưa ra quyết định. Xung cho rằng sinh mệnh quan trọng, gặp những tội đáng chết đều tâu lên, rồi mới thi hành.
Xung nhận rằng đức vọng của mình không bằng Tạ An, tự xin ra ngoài, không hề có lời nào oán thán, luôn giữ một lòng trung thành với triều đình nhà Tấn. Ông trấn thủ phía tây, đồng lòng chống giặc, có tác dụng đoàn kết trên dưới triều đình Đông Tấn. Tuy không tham chiến, nhưng đóng góp của ông vào chiến thắng trăm vạn quân Tiền Tần là không hề nhỏ!
Xung tính trong sạch tiết kiệm, sau khi tắm gội, vợ đưa cho áo mới, ông nổi giận, lệnh cho đem đi. Vợ ông đưa trở lại, nói: "Áo không từng mới, làm sao cũ được!" Xung cười mà mặc vào.
Ông lại khiêm nhường và yếu mến kẻ sĩ. Mệnh cho xử sĩ ở Nam Dương là Lưu Lân Chi làm Trưởng sử, Lân Chi không nghe, ông tự đến đón, lễ nghĩa rất hậu. Lại gọi xử sĩ ở Trường Sa là Đặng Sán làm Biệt giá, lễ nghĩa hết sức cung kính. Sán biết ông trọng người hiền, bèn nhận lời.
Khi xưa, Si Giám, Dữu Lượng, Dữu Dực lâm chung, đều dâng biểu gởi gắm thân thích, chỉ có Tạ An và Hoàn Xung là không hề nhắc đến việc riêng. Người biết chuyện đều khen ngợi. Thuyền đưa ông về đến Giang Lăng, già trẻ trai gái xuống bến để đón, kêu khóc đau đớn.